# 松平信博
松平 信博（まつだいら のぶひろ、1889年（明治22年）3月26日 - 1949年（昭和24年）12月12日）は、日本の作曲家である。松平郷松平家第20代当主であり、西條八十が作詞した流行歌『侍ニッポン』（徳山璉、1931年）の作曲で知られ、「殿様作曲家」と呼ばれた。代表曲は同曲のほか、『天国に結ぶ恋』（徳山璉・四家文子、作詞柳水巴、1932年）、『旅は青空』（渡辺光子、作詞野口雨情、同年）等。作曲時に林 純平（はやし じゅんぺい）とも名乗った。松平信英の子。子に松平信泰。

## 人物・来歴
1889年（明治22年）、当時浦和地方裁判所の判事であった父信英の元、浦和で生まれる。旧制・東京音楽学校（現・東京藝術大学音楽学部）器楽科を卒業する。
1913年（大正2年）10月30日、北原白秋の詩『城ヶ島の雨』に梁田貞が作曲した楽曲を有楽座で披露する際、梁田の独唱に松平がピアノを伴奏した。
1924年（大正13年）4月、浅草公園六区にある日活直営の映画館「三友館」の専属作曲部長に就任、同館で上映されるサイレント映画に対して、同館独特の伴奏曲を作曲・演奏する。1925年（大正14年）2月13日に公開された村田実監督の『街の手品師』では、全国の映画館に対する伴奏用のスコアを書いた。1926年（大正15年）、一度日活を離れ、日本ビクター専属作曲家となる。1931年（昭和6年）、群司次郎正の小説『侍ニツポン』の主題歌を西條八十の歌詞に作曲してつくり、徳山璉が歌唱して録音、日本ビクターから発売される。
1932年（昭和7年）10月6日に公開された村田実監督の『一九三二年の女』には「音楽監督」とクレジットされているが、同作はトーキーではないがサウンド版であったので、松平の劇伴による同一楽曲・同一演奏が初めて全国の映画館で流れた。初めてトーキーを手がけたのは、翌1933年（昭和8年）9月14日に公開された、太秦発声映画およびゼー・オースタヂオの共同製作による池田富保監督の『決戦高田の馬場』であった。1938年（昭和13年）以降は、東宝映画の製作・配給作品を手がけた。同年以降は、同年4月に発売された三門順子の『新柳桜の唄』 や、1939年（昭和14年）10月に発売された音丸の『夢で逢うたら』等、キングレコードや日本コロムビアでも、作曲を手がけるようになる。
終戦後の1947年（昭和22年）、愛知県東加茂郡松平村（現・愛知県豊田市松平町）の松平郷に疎開するが、1年ほどで東京に戻る。
1949年（昭和24年）、死去した。享年60。松平中学校の校歌作曲を依頼された作曲家・音楽評論家の森一也の発案により、1958年（昭和33年）7月、松平東照宮境内に西條八十の筆による「作曲家松平信博顕彰碑」が建立された。

## フィルモグラフィ
※ 特筆以外はトーキー作品の劇伴作曲、つまりクレジット上は「音楽」である。
サイレント映画
- 『街の手品師』 : 監督村田実、製作日活京都撮影所第二部、配給日活、1925年2月13日公開 - 作曲
- 『東洋のカルメン』 : 監督徳永フランク、製作日活大将軍撮影所、配給日活、1925年10月15日公開 - 編曲
- 『栄光の丘へ』 : 監督若山治、製作日活大将軍撮影所、配給日活、1925年10月24日公開 - 編曲
- 『人間 前後篇』 : 監督溝口健二、製作日活大将軍撮影所、配給日活、1925年12月1日公開 - 編曲
- 『吉岡大佐』 : 監督三枝源次郎、製作日活大将軍撮影所、配給日活、1926年5月28日公開 - 編曲
- 『日輪 後篇』 : 監督村田実、製作日活大将軍撮影所、配給日活、1926年6月4日公開 - 編曲
- 『情熱の浮沈』 : 監督田坂具隆、製作日活大将軍撮影所、配給日活、1926年6月25日公開 - 編曲
- 『旅は青空』 : 監督稲垣浩、製作片岡千恵蔵プロダクション嵯峨野撮影所、配給日活、1932年7月14日公開 - 主題歌作曲・伴奏指揮
- 『一九三二年の女』 : 監督村田実、製作日活太秦撮影所、配給日活、サウンド版、1932年10月6日公開 - 音楽監督

トーキー
- 『決戦高田の馬場』 : 監督池田富保、製作太秦発声映画/ゼー・オースタヂオ、配給日活、1933年9月14日公開
- 『爆撃飛行隊』 : 監督三枝源次郎・根津新、製作ゼー・オースタヂオ、1934年5月3日公開
- 『荒木又右衛門 天下の伊賀越』 : 監督勝見庸太郎、製作太秦発声映画、配給日活、1934年6月28日公開
- 『恋の舗道』 : 監督伊奈精一、製作ゼー・オースタヂオ、配給千鳥興行、1934年9月13日公開
- 『雪之丞変化 第一篇』 : 監督衣笠貞之助、製作松竹京都撮影所、配給松竹、1935年6月27日公開 - 洋楽
- 『雪之丞変化 第二篇』 : 監督、製作松竹京都撮影所、配給松竹、1935年10月1日公開 - 洋楽
- 『雪之丞変化 解決篇』 : 監督、製作松竹京都撮影所、配給松竹、1936年1月15日公開 - 洋楽
- 『母なればこそ』 : 監督木村荘十二、製作P.C.L.映画製作所、配給東宝映画、1936年9月21日公開
- 『夢の鉄兜』 : 監督清瀬英次郎、製作日活多摩川撮影所、配給日活、1937年9月8日公開
- 『人肌観音 第一篇』 : 監督衣笠貞之助、製作松竹下加茂撮影所、配給松竹、1937年12月31日公開 - 洋楽
- 『新柳桜』 : 監督荻原耐、製作東宝映画東京撮影所、配給東宝映画、1938年5月11日公開
- 『瞼の母』 : 監督近藤勝彦、製作東宝映画東京撮影所、配給東宝映画、1938年7月10日公開
- 『胡椒息子』 : 監督藤田潤一、製作東宝映画東京撮影所、配給東宝映画、1938年12月21日公開
- 『華北交通創業』 : 監督芥川光蔵、製作南満州鉄道、短篇ドキュメンタリー映画、1938年製作
- 『エンタツアチャコの忍術道中記』 : 監督岡田敬、製作東宝映画京都撮影所、配給東宝映画、1939年1月4日公開
- 『青春野球日記』 : 監督渡辺邦男、製作東宝映画東京撮影所、配給東宝映画、1939年6月10日公開
- 『鉄の兄弟』 : 監督渡辺邦男、製作東宝映画東京撮影所、配給東宝映画、1939年6月28日公開
- 『エンタツアチャコの新婚お化け屋敷』 : 監督斎藤寅次郎、製作東宝映画東京撮影所、配給東宝映画、1939年7月9日公開 - 谷口又士と共同
- 『雲月の鈴蘭の妻』 : 監督藤田潤一、製作東宝映画京都撮影所、配給東宝映画、1940年3月6日公開 - 宇賀神味津男と共同
- 『虎造の荒神山』 : 監督青柳信雄、製作東宝映画京都撮影所、配給東宝映画、1940年7月10日公開
- 『さつまいも太平記』 : 監督岡田敬、製作東宝映画京都撮影所、配給東宝映画、1940年9月4日公開
- 『明朗五人男』 : 監督斎藤寅次郎、製作東宝映画京都撮影所、配給東宝映画、1940年11月30日公開
- 『鉄道防雪陣』 : 監督服部眞砂雄、製作理研科学映画社、ドキュメンタリー映画、1941年12月10日公開

## ディスコグラフィ

### 楽曲
※ すべて「作曲」、特筆以外はすべて日本ビクターの製作・発売盤である。
1926年 - 1930年
- 『誉の名君治めし勲』 : 作詞土井林吉（土井晩翠）、1926年6月 - 米沢高等工業学校（現在の山形大学工学部）校歌
- 『当世娘気質』 : 歌唱羽衣歌子、作詞島田磬也、1929年6月
- 『エロ感時代の歌』 : 歌唱羽衣歌子、作詞伊藤和夫、演奏日活富士ジャズバンド、1930年10月 - 映画『娘尖端エロ感時代』主題歌[8]
- 『エロ感時代の歌』 : 歌唱二三吉（藤本二三吉）、作詞伊藤和夫、演奏日活富士和洋合奏団、1930年10月 - 映画『娘尖端エロ感時代』主題歌[9]

1931年
- 『阿片の唄』 : 歌唱青木晴子、作詞金子洋文、ポリドールレコード、1931年1月
- 『ルンペン節』 : 歌唱徳山璉、作詞柳水巴（西條八十）、1931年5月/9月
- 『かんかん虫は唄う』 : 歌唱徳山璉、作詞長田幹彦、1931年3月 - 映画『かんかん虫は唄う』主題歌
- 『かんかん虫は唄う』 : 歌唱藤本二三吉、作詞長田幹彦、1931年3月 - 映画『かんかん虫は唄う』主題歌
- 『侍ニッポン』 : 歌唱徳山璉、作詞西條八十、1931年4月
- 『侍ニッポン』 : 歌唱藤本二三吉、作詞西條八十、1931年4月 - B面
- 『しかも彼等は行く (篤子の歌)』 : 歌唱四家文子、作詞伊藤和夫、1931年7月
- 『しかも彼等は行く』 : 歌唱藤本二三吉、作詞伊藤和夫、1931年7月 - B面
- 『荘内音頭』 : 歌唱三島一声/葭町勝太郎、作詞諏訪桂山、1931年7月
- 『曾根崎小唄』 : 歌唱藤本二三吉、作詞長田幹彦、1931年7月
- 『浪花踊行進曲』 : 歌唱徳山璉、作詞長田幹彦、1931年7月
- 『鵜飼小唄』 : 歌唱三島一声、作詞平井潮湖、1931年8月
- 『そうじゃないか』 : 歌唱三島一声・小芳、作詞平井潮湖、1931年8月 - B面
- 『大江戸夜曲』 : 歌唱藤本二三吉、作詞長田幹彦、1931年9月
- 『エンコ節』 : 歌唱藤本二三吉、作詞柳水巴、1931年9月
- 『浅草小唄 (モダン・アサクサ)』 : 歌唱四家文子、作詞長田幹彦、1931年10月
- 『浅草小唄 (過ぎ行く影)』 : 歌唱浅草市丸（市丸）、作詞長田幹彦、1931年10月
- 『上海行進曲』 : 歌唱羽衣歌子、作詞山田博、1931年11月
- 『上海ソング』 : 歌唱小唄勝太郎、作詞山田博、1931年11月
- 『起てよ国民』 : 歌唱徳山璉、作詞西條八十、1931年11月
- 『守れよ満州』 : 歌唱平井英子、作詞西條八十、1931年11月
- 『阿寒小唄 1』 : 歌唱四家文子、作詞上原喜六、1931年12月
- 『阿寒小唄 2』 : 歌唱藤本二三吉、作詞沼沢勝弥、1931年12月
- 『誰に遠慮がなくってよ』 : 歌唱藤野豊子、作詞西岡水朗、1931年12月
- 『涙で笑っているだけさ』 : 歌唱羽衣歌子、作詞西岡水朗、1931年12月
- 『わたしのせいじゃ無いわよ』 : 歌唱浅草市丸、作詞柳水巴、1931年12月
- 『わたしのせいじゃ無いわよ』 : 歌唱羽衣歌子、作詞柳水巴、1931年12月 - B面
- 『東京往来』 : 歌唱四家文子、作詞伊藤和夫、1931年12月
- 『東京往来』 : 歌唱市丸、作詞伊藤和夫、1931年12月 - B面

1932年
- 『満州のラバさん』 : 歌唱徳山璉、作詞柳水巴、1932年1月 - 「林純平」名義
- 『モダン五人娘』 : 歌唱金色仮面、作詞柳水巴、1932年1月 - 「林純平」名義、映画『丸の内五人女』主題歌
- 『満洲娘』 : 歌唱渡辺光子、作詞西條八十、1932年1月 - 映画『満洲娘』（新興キネマ）主題歌
- 『夜の酒場に』 : 歌唱徳山璉、作詞西條八十、1932年2月
- 『歌うや楽し恋の歌』 : 歌唱徳山璉、作詞伊藤和夫、1932年4月 - 映画『大地に立つ』主題歌
- 『恋吹雪』 : 歌唱渡辺光子、作詞伊藤和夫、1932年4月 - 映画『大地に立つ』主題歌
- 『赤いグラス』 : 歌唱徳山璉、作詞西岡水朗、1932年4月 - 「林純平」名義
- 『恋の積木』 : 歌唱市丸、作詞西條八十、1932年4月
- 『旅時雨』 : 歌唱四家文子、作詞西條八十、1932年4月
- 『花は咲くのに』 : 歌唱四家文子、作詞西岡水朗、1932年4月
- 『春秋編笠ぶし』 : 歌唱徳山璉、作詞吉川英治、1932年4月 - 映画『春秋編笠ぶし』主題歌
- 『貴方次第で笑って泣いて』 : 歌唱四家文子・徳山璉、作詞寺尾幸夫、1932年5月 - 映画『細君解放記』主題歌
- 『吹けよ春風』 : 歌唱四家文子、作詞伊藤和夫、1932年5月
- 『明るい瞳 (アバンチュール小唄)』 : 歌唱羽衣歌子、作詞伊藤和夫、1932年6月
- 『天国に結ぶ恋』 : 歌唱徳山璉・四家文子、作詞柳水巴、1932年7月 - 「林純平」名義、映画『天国に結ぶ恋』主題歌
- 『打てよホームラン (慶・法・帝)』 : 歌唱四家文子、作詞邦枝完二、1932年7月
- 『打てよホームラン (早・明・立)』 : 歌唱浅草市丸、作詞邦枝完二、1932年7月
- 『海は涯なし』 : 歌唱徳山璉、作詞藤田三郎、1932年7月
- 『銀座三銃士の歌』 : 歌唱徳山璉、作詞伊藤和夫、1932年7月
- 『祇園会小唄』 : 歌唱小唄勝太郎、作詞伊藤和夫、1932年7月
- 『競馬小唄』 : 歌唱小唄勝太郎、作詞西條八十、1932年7月
- 『小倉勝山小唄』 : 歌唱市丸、作詞長田幹彦、1932年7月
- 『盆踊唄』 : 歌唱小唄勝太郎、作詞西條八十、1932年7月
- 『旅は青空』 : 歌唱渡辺光子、作詞野口雨情、1932年7月 - 映画『旅は青空』主題歌
- 『時の氏神』 : 歌唱四家文子、作詞西條八十、1932年7月 - 映画『時の氏神』主題歌
- 『時の氏神 (スケッチ)』 : 歌唱夏川静江・島耕二・渡辺光子・四家文子、作詞西條八十、1932年7月 - 映画『時の氏神』主題歌
- 『大阪の唄』 : 歌唱渡辺光子、作詞長田幹彦、1932年8月
- 『どんどん廻れ』 : 歌唱徳山璉、作詞長田幹彦、1932年8月
- 『港の女』 : 歌唱羽衣歌子、作詞飯田三郎、1932年9月 - 「林純平」名義
- 『揚る日の丸』 : 歌唱四家文子、作詞西條八十、1932年9月
- 『思いつめたら』 : 歌唱藤野豊子、作詞柳水巴、1932年9月
- 『空閑少佐』 : 歌唱藤田正夫、1932年9月
- 『勇士の母』 : 歌唱渡辺光子、1932年9月
- 『射的場娘』 : 歌唱三島一声、作詞臼井元嗣、1932年9月
- 『茶摘み唄』 : 歌唱藤原義江、臼井元嗣、1932年9月
- 『認識不足よそりゃ無理よ』 : 歌唱小唄勝太郎、作詞柳水巴、1932年9月
- 『恋の東京 (山手娘)』 : 歌唱小林千代子、作詞西條八十、1932年10月 - 「林純平」名義、映画『恋の東京』主題歌
- 『一九三二年の母 (希望の唄)』 : 歌唱徳山璉、作詞伊藤和夫、1932年10月
- 『一九三二年の母（悲しき孤児の唄)』 : 歌唱羽衣歌子、作詞伊藤和夫、1932年10月 - B面
- 『浜の踊』 : 歌唱藤原義江、作詞臼井元嗣、1932年10月
- 『街の酒場』 : 歌唱藤田正夫、作詞浅野ひではる、1932年11月 - 「林純平」名義
- 『はかなき恋の俤に』 : 歌唱四家文子、作詞浅野ひではる、1932年11月 - B面
- 『吹雪の進軍』 : 歌唱藤田正夫・合唱団、作詞長田幹彦、1932年12月
- 『ズイズイズッコロ橋』 : 歌唱平山美代子、作詞西條八十、1932年

1933年
- 『眠れ母の胸に』 : 歌唱四家文子、作詞大木惇夫、1933年1月 - 映画『眠れ母の胸に』主題歌
- 『あなたの母は泣いている』 : 歌唱及川道子、作詞大木惇夫、1933年1月 - 映画『眠れ母の胸に』主題歌
- 『己が罪の歌』 : 歌唱小林千代子、作詞佐伯孝夫、1933年1月 - 映画『己が罪』主題歌
- 『風よそよ吹け』 : 歌唱四家文子、作詞佐伯孝夫、1933年1月 - 映画『己が罪・環』主題歌
- 『霧ヶ峰』 : 歌唱藤田正夫、作詞西條八十、1933年2月
- 『旗は日の丸』 : 歌唱徳山璉、作詞長田幹彦、1933年2月
- 『山の処女雪』 : 歌唱四家文子、作詞西條八十、1933年2月
- 『さらばいとし子』 : 歌唱小林千代子、作詞長田幹彦、1933年2月 - 映画『須磨の仇浪』主題歌
- 『須磨の仇浪』 : 歌唱藤田正夫、作詞長田幹彦、1933年2月 - 映画『須磨の仇浪』主題歌
- 『濡れつばめ お小夜恋慕の歌』 : 歌唱市丸、作詞湯浅みか、1933年3月
- 『濡れつばめ』 : 歌唱徳山璉、作詞佐藤惣之助、1933年3月 - B面
- 『都おどり』 : 歌唱市丸、作詞長田幹彦、1933年4月
- 『赤い花』 : 歌唱藤山一郎、作詞佐伯孝夫、1933年5月
- 『大楠公の歌』 : 歌唱藤山一郎、作詞長田幹彦、1933年5月
- 『恋ざんげ』 : 歌唱徳山璉、作詞伊藤和夫、1933年5月
- 『恋のうき草』 : 歌唱四家文子、作詞伊藤和夫、1933年5月
- 『黄昏の恋路』 : 歌唱藤山一郎、作詞佐伯孝夫、1933年6月
- 『月見草』 : 歌唱市丸、作詞長田幹彦、1933年7月
- 『柳おどり』 : 歌唱小清、作詞長田幹彦、1933年7月
- 『つゆしぐれ』 : 歌唱藤山一郎・田母沢ふみ子、作詞佐藤惣之助、1933年8月 - 映画『二つの燈籠』主題歌
- 『二つ灯籠』 : 歌唱市丸、作詞長田幹彦、1933年8月 - 映画『二つの燈籠』主題歌
- 『早鞆音頭』 : 歌唱小唄勝太郎、作詞、作詞山下彬麿、1933年8月
- 『花に青葉に 中津民謡』 : 歌唱四家文子、作詞山下彬麿、1933年8月 - B面
- 『夕かぜ』 : 歌唱小唄勝太郎、作詞長田幹彦、1933年8月
- 『鴨東小唄』 : 歌唱市丸、作詞木坂俊平、補作詞長田幹彦、1933年9月
- 『朔北の皇軍』 : 歌唱三島一声、作詞伊藤和夫、1933年9月
- 『兵士の妻』 : 歌唱小町美子、作詞伊藤和夫、1933年9月
- 『舞妓すがた』 : 歌唱筆香、作詞長田幹彦、1933年9月
- 『港の灯』 : 歌唱勝太郎、作詞長田幹彦、1933年11月
- 『アカシアの葉蔭』 : 歌唱藤山一郎、作詞長田幹彦、1933年11月
- 『蝦夷小唄』 : 歌唱市丸、作詞水城映一郎・長田幹彦、1933年11月
- 『鹿児島音頭』 : 歌唱三島一声、作詞山下吉二、補作詞長田幹彦、1933年11月
- 『恋の五丁町 (吉原音頭)』 : 歌唱三島一声、作詞長田幹彦、1933年11月
- 『薩摩潟』 : 歌唱徳山璉、作詞長田幹彦、1933年11月
- 『千鳥格子 (みだれ髪)』 : 歌唱市丸、作詞長田幹彦、1933年11月
- 『千鳥格子 (恋の湯の町)』 : 歌唱藤山一郎、作詞長田幹彦、1933年11月 - B面
- 『お酒よいもの』 : 歌唱市丸、作詞西條八十、1933年12月
- 『名古屋まつり』 : 歌唱藤山一郎、作詞長田幹彦、1933年12月
- 『波まくら』 : 歌唱小唄勝太郎、作詞長田幹彦、1933年12月

1934年
- 『房総小唄』 : 歌唱市丸、作詞菅田みのる、補作詞長田幹彦、1934年1月
- 『千葉県謡』 : 歌唱三島一声、作詞佐伯孝夫、1934年1月 - B面
- 『丹下左膳「恋の細道」』 : 歌唱小唄勝太郎、作詞佐伯孝夫、1934年2月 - 映画『丹下左膳』主題歌
- 『丹下左膳』 : 歌唱徳山璉、作詞佐伯孝夫、1934年2月 - B面、映画『丹下左膳』主題歌
- 『錦帯ばやし』 : 歌唱徳山璉、作詞長田幹彦、1934年2月
- 『長州ぶし』 : 歌唱貴美子、作詞有光憲章、補作詞長田幹彦、1934年2月
- 『津軽囃子』 : 歌唱三島一声、作詞野口雨情、1934年2月
- 『八甲春風』 : 歌唱市丸、作詞露野靖治、補作詞長田幹彦、1934年2月
- 『ひとり静』 : 歌唱渡辺はま子、作詞西條八十、1934年2月
- 『光の翼』 : 歌唱藤山一郎、作詞長田幹彦、1934年3月
- 『ヤッチキ節』 : 歌唱三島一声、作詞西條八十、1934年3月
- 『山形県謡』 : 歌唱市丸、作詞高宮庸子、補作詞西條八十、1934年3月
- 『夕陽しぐれて』 : 歌唱市丸、作詞長田幹彦、1934年3月
- 『下野小唄』 : 歌唱市丸、作詞佐伯孝夫、1934年4月
- 『よほゝい節』 : 歌唱三島一声、作詞菅原里一、補作詞長田幹彦、1934年4月
- 『奈良の歌』 : 歌唱小林千代子、作詞長田幹彦、1934年4月
- 『奈良めぐり』 : 歌唱小唄勝太郎・合唱団、作詞細井弥寿夫、補作詞西條八十、1934年4月
- 『大漁音頭』 : 歌唱小唄勝太郎・藤山一郎、作詞西條八十、1934年4月
- 『大漁音頭』 : 歌唱小唄勝太郎・徳山璉、作詞西條八十、1934年4月 - B面
- 『火華音頭』 : 歌唱徳山璉、作詞藤本浩一、1934年4月
- 『別れ煙草』 : 歌唱藤山一郎・小林千代子、作詞西條八十、1934年4月
- 『大島音頭』 : 歌唱三島一声・貴美子、作詞長田幹彦、1934年6月
- 『旅のおぼろ夜』 : 歌唱三島一声、作詞西條八十、1934年6月
- 『月夜鳥』 : 歌唱小唄勝太郎、作詞長田幹彦、1934年6月
- 『直八子供旅』 : 歌唱渡辺はま子、作詞稲垣浩、1934年6月
- 『なみだ顔』 : 歌唱市丸・徳山璉、作詞渋田黎明花、補作詞佐伯孝夫、1934年6月
- 『樺太行進曲』 : 歌唱徳山璉、作詞山路渓風、補作詞野口雨情、1934年6月
- 『樺太民謡』 : 歌唱貴美子・合唱団、作詞野口雨情、1934年6月
- 『福井小唄』 : 歌唱小唄勝太郎・合唱団、作詞西條八十、1934年6月
- 『福井県行進曲』 : 歌唱藤山一郎、作詞石黒成夫、補作詞西條八十、1934年6月
- 『佐賀音頭』 : 歌唱筆香・合唱団、作詞長田幹彦、1934年8月
- 『つきぬ想い』 : 歌唱市丸、作詞深山早百合、1934年8月
- 『鳥取ばやし』 : 歌唱筆香、作詞西條八十、1934年8月
- 『鳥取の唄』 : 歌唱三島一声、作詞吉田峰、補作詞西條八十、1934年8月
- 『日蔭花』 : 歌唱藤山一郎、作詞長田幹彦、1934年9月
- 『大分流し節』 : 歌唱市丸、作詞野口雨情、1934年10月
- 『台湾甚句』 : 歌唱市丸・徳山璉・合唱団、作詞長田幹彦、1934年10月
- 『中国甚句』 : 歌唱市丸・徳山璉・合唱団、作詞長田幹彦、1934年10月
- 『東海甚句』 : 歌唱市丸・三島一声・合唱団、作詞長田幹彦、1934年10月
- 『嘆きのボレロ』 : 歌唱藤山一郎・渡辺はま子、作詞西條八十、1934年12月
- 『恋慕小路』 : 歌唱久富吉晴、作詞鐸木孝、1934年12月

1935年
- 『電話かけても』 : 歌唱筆香、作詞長田幹彦、1935年7月
- 『鬢の毛も』 : 歌唱筆香、作詞長田幹彦、1935年7月 - B面
- 『九州踊り』 : 歌唱小唄勝太郎、作詞西條八十、1935年7月
- 『すすり泣き』 : 歌唱四家文子、作詞西條八十、1935年7月
- 『九州まつり』 : 歌唱藤山一郎、作詞西條八十、1935年7月
- 『恋はすてても』 : 歌唱大宮小夜子、作詞横堀恒子、1935年7月
- 『浜辺恋しや』 : 歌唱渡辺はま子、作詞鐸木孝、1935年7月
- 『街の馬子唄』 : 歌唱三島一声、作詞鐸木孝、1935年7月
- 『京の夜風』 : 歌唱市丸、作詞佐伯孝夫、1935年8月
- 『金助の唄』 : 歌唱児玉好雄・合唱団、作詞志波西果、補作詞佐伯孝夫、1935年8月
- 『浅草むすめ』 : 歌唱児玉好雄・能勢妙子、作詞佐伯孝夫、1935年9月
- 『北山時雨』 : 歌唱小唄勝太郎、作詞深山小百合、1935年11月

1936年
- 『濡れつばめ』 : 歌唱市丸、作詞湯浅みか、補作詞佐伯孝夫、1936年
- 『雨に濡れて』 : 歌唱徳山璉・合唱団、作詞水上不二男、1936年2月
- 『千石船』 : 歌唱小野巡、作詞西條八十、1936年2月
- 『忍び笠』 : 歌唱大宮小夜子、作詞佐伯孝夫、1936年3月
- 『茶摘みばやし』 : 歌唱喜美勇、作詞長田幹彦、1936年3月
- 『春の娘』 : 歌唱久富吉晴、作詞水上不二男、1936年3月
- 『もつれ糸』 : 歌唱市丸、作詞近藤春雄、1936年3月
- 『恋の占い』 : 歌唱大宮小夜子、作詞長田幹彦、1936年5月
- 『国境の巡邏兵』 : 歌唱小野巡、作詞佐伯孝夫、1936年5月
- 『広島甚句』 : 歌唱市丸・久富吉晴、作詞西條八十、1936年5月
- 『真平仁義』 : 歌唱古川緑波・久富吉晴、作詞長田幹彦、1936年5月
- 『淡雪双紙』 : 歌唱小唄勝太郎、作詞長田幹彦、1936年6月
- 『玄海ぶし』 : 歌唱小野巡・大宮小夜子、作詞長田幹彦、1936年6月
- 『あの日想えば』 : 歌唱市丸、作詞長田幹彦、1936年7月
- 『無軌道ぶし』 : 歌唱市丸、作詞佐伯孝夫、1936年7月
- 『島の椿』 : 歌唱佐藤千夜子、作詞若杉雄三郎、1936年7月
- 『東京錦絵』 : 歌唱渡辺はま子、作詞近藤春雄、1936年8月
- 『一里二里なら』 : 歌唱市丸、作詞横堀恒子、1936年9月
- 『君は美わし』 : 歌唱徳山璉、作詞佐伯孝夫、1936年9月
- 『小雨ふる夜』 : 歌唱喜美勇、作詞若杉雄三郎、1936年9月
- 『母なればこそ』 : 歌唱千葉早智子、作詞佐伯孝夫、1936年9月
- 『二人の青い鳥』 : 歌唱灰田勝彦・千葉早智子、作詞佐伯孝夫、1936年9月
- 『屋形ながし』 : 歌唱市丸、作詞長田幹彦、1936年9月
- 『島でうたえば』 : 歌唱市丸、作詞小川格、1936年11月
- 『夢まくら』 : 歌唱小林千代子、作詞佐伯孝夫、1936年12月

1937年
- 『護れ日の丸』 : 歌唱児玉好雄、作詞野村俊夫、ミリオンレコード、1937年
- 『開かぬパラシュート』 : 歌唱小野巡、作詞高田保、作曲橋本成美、ミリオンレコード、1937年3月 - 編曲のみ
- 『初春スチャラカ』 : 歌唱市丸、作詞伊藤松雄、1937年3月 - 「林純平」名義
- 『初春三番叟』 : 歌唱市丸、作詞伊藤松雄、1937年3月 - B面
- 『朝から晩まで』 : 歌唱小林千代子、作詞若杉雄三郎、編曲平茂夫、1937年3月
- 『河岸の灯かげ』 : 歌唱市丸、作詞藤原澄夫、1937年3月
- 『何処へ行く』 : 歌唱児玉好雄、作詞丹野正、スターレコード、1937年7月
- 『いとし文がら』 : 歌唱滝田菊江、作詞吉井勇、1937年9月
- 『やらずの雨』 : 歌唱喜美勇、作詞佐伯孝夫、1937年9月

1938年 - 1945年
- 『新柳桜の唄』 : 歌唱三門順子、作詞佐藤惣之助、キングレコード、1938年4月
- 『乙女黒髪』 : 歌唱霧立のぼる、作詞佐藤惣之助、キングレコード、1938年5月
- 『夢で逢うたら』 : 歌唱音丸、作詞サトウハチロー、日本コロムビア、1939年10月
- 『わが家の便り』 : 歌唱霧島昇、作詞西條八十、日本コロムビア、1939年10月
- 『殉国の歌』 : 歌唱東海林太郎、作詞大高ひさを、テイチクレコード、1943年4月
- 『海の子守唄』 : 歌唱安西愛子・岡本美智子、作詞高橋俊策、日本コロムビア、1945年3月

### アルバム
- 『松平信博作曲集 旅は青空/侍ニッポン/天国に結ぶ恋』、渡辺米子・日本ビクター管弦楽団、日本ビクター、1934年12月
- 『鉾をおさめて』、藤原義江、製作日本伝統文化振興財団、販売ビクターエンタテインメント、2009年10月
  - 『茶摘み唄』作詞臼井元嗣、編曲カルロ・サバイノ
  - 『浜の踊』作詞臼井元嗣